# スルフィレドキシン
スルフィレドキシン（sulfiredoxin）は、次の化学反応を触媒する酸化還元酵素である。
ペルオキシレドキシン-(S-ヒドロキシ-S-オキソシステイン) + ATP + 2 R-SH {\displaystyle \rightleftharpoons } ペルオキシレドキシン-(S-ヒドロキシシステイン) + ADP + リン酸 + R-S-S-R
反応式の通り、この酵素の基質はペルオキシレドキシン-(S-ヒドロキシ-S-オキソシステイン)とATPとR-SH、生成物はペルオキシレドキシン-(S-ヒドロキシシステイン)とADPとR-S-S-Rである。
組織名はperoxiredoxin-(S-hydroxy-S-oxocysteine):thiol oxidoreductase [ATP-hydrolysing; peroxiredoxin-(S-hydroxycysteine)-forming]で、別名にSrx1、sulphiredoxin、peroxiredoxin-(S-hydroxy-S-oxocysteine) reductaseがある。